# بلوخر
البُلوخَر أو حذاء بلوتشر هو نوع من الأحذية مع جلد مفتوح، رقعته مصنوعة من قطعة واحدة من الجلد، وثقوب رباط الحذاء مخيطة على الجزء العلوي.

## معرض صور

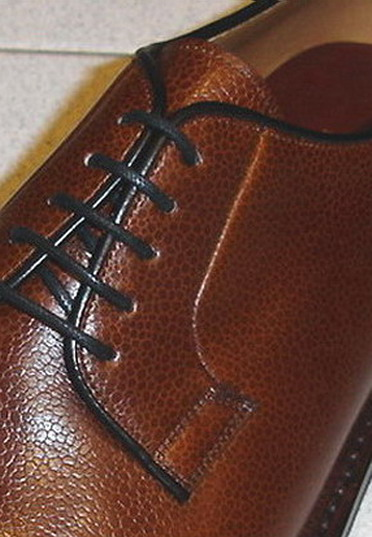
القيطان المفتوح بالرقعة في قطعة واحدة -  علامة حذاء بلوخر.